# Lekkoatletyka na Letnich Igrzyskach Paraolimpijskich 2004 – rzut dyskiem kl. F35 mężczyzn
W rzucie dyskiem kl. F35 (zawodnicy stojący z porażeniem mózgowym) mężczyzn podczas Letnich Igrzysk Paraolimpijskich 2004 rywalizowało ze sobą 10 zawodników.

## Wyniki

### Finał
| Poz. | Zawodnik           | Narodowość        | Rezultat | Uwagi |
| ---- | ------------------ | ----------------- | -------- | ----- |
| 1    | Yan Feng           | Chiny             | 43.33    | PR    |
| 2    | Fu Xinhan          | Chiny             | 41.61    |       |
| 3    | Edgars Bergs       | Łotwa             | 40.71    |       |
| 4    | Thierry Cibone     | Francja           | 40.22    |       |
| 5    | Kyle Pettey        | Kanada            | 38.05    |       |
| 6    | Sergiy Kolos       | Ukraina           | 35.13    |       |
| 7    | Piotr Sikorski     | Polska            | 32.39    |       |
| 8    | Bernhard Eitzinger | Austria           | 29.52    |       |
| 9    | Fabian Michaels    | Południowa Afryka | 28.48    |       |
| 10   | Ernesto Margni     | Argentyna         | 26.81    |       |